# Dasydytes chatticus
Dasydytes chatticus är en djurart som tillhör fylumet bukhårsdjur, och som beskrevs av Schwank 1990. Dasydytes chatticus ingår i släktet Dasydytes och familjen Dasydytidae. Inga underarter finns listade i Catalogue of Life.